# Trichosia gryptostyla
Trichosia gryptostyla is een muggensoort uit de familie van de rouwmuggen (Sciaridae). De wetenschappelijke naam van de soort is voor het eerst geldig gepubliceerd in 1997 door Mohrig & Röschmann.